# خالد عبد اللطيف الحمد
خالد عبد اللطيف الحمد، (1890 - 1998)، نائب سابق في المجلس التشريعي الكويتي الأول والمجلس التشريعي الكويتي الثاني.

## سيرته
ولد خالد عبد اللطيف الحمد بالزبير عام 1890، وهو أحد الاعضاء ال14 لل المجلس التشريعي الكويتي الأول والذي نجح بعدد اصوات 37 صوت، وجاء بالمركز ال 14، كما أنه ترشح في المجلس التشريعي الكويتي الثاني ونجح بعدد اصوات 270 صوت، وجاء بالمركز ال 3.

## مساهماته
- مساهمته في تأسيس المكتبة الوطنية عام 1922 م.
- مساهمته في تأسيس «شركة ناقلات النفط» عام 1957 م.
- مساهمته في تأسيس "الخطوط الجوية الكويتية كعضو مؤسس عام 1954 م.

## إسهاماته الصحية
```
تبرع 
خالد الحمد
 لبناء مركز خاص للامراض الجلدية باسم ابنه الراحل وسمي (مركز أسعد الحمد للأمراض الجلدية) بمبلغ وقدره 1.500.000 د.ك (مليون وخمسمائة ألف دينار)، ويقع المركز الطبي ضمن منطقة الصباح الطبية التخصصية بجوار 
مستشفى الأمراض الصدرية
، وقد تم افتتاحه فعلياً ويقدم الخدمات العلاجية منذ 
1996
 م.
```